# Arrondissement Nancy
Arrondissement Nancy je správní územní jednotka ležící v departementu Meurthe-et-Moselle v regionu Grand Est ve Francii. Člení se dále na 16 kantonů a 188 obcí.

## Kantony
od roku 2015:
- Entre Seille et Meurthe
- Grand Couronné
- Jarville-la-Malgrange
- Laxou
- Lunéville-1 (část)
- Lunéville-2 (část)
- Meine au Saintois (část)
- Nancy-1
- Nancy-2
- Nancy-3
- Neuves-Maisons (část)
- Nord-Toulois (část)
- Pont-à-Mousson (část)
- Saint-Max
- Val de Lorraine Sud
- Vandœuvre-lès-Nancy

před rokem 2015:
- Dieulouard
- Haroué
- Jarville-la-Malgrange
- Laxou
- Malzéville
- Nancy-Est
- Nancy-Nord
- Nancy-Ouest
- Nancy-Sud
- Neuves-Maisons
- Nomeny
- Pompey
- Pont-à-Mousson
- Saint-Max
- Saint-Nicolas-de-Port
- Seichamps
- Tomblaine
- Vandœuvre-lès-Nancy-Est
- Vandœuvre-lès-Nancy-Ouest
- Vézelise